# Am Sandwerder
Am Sandwerder ist eine Straße im Berliner Ortsteil Wannsee oberhalb des Ostufers des Großen Wannsees.
An der sogenannten „Haveldüne“ wurden in den 1870er Jahren die ersten Gebäude der Villenkolonie Wannsee gebaut. Zu den in den darauffolgenden Jahren entstandenen und bis heute erhaltenen Villen gehören jeweils großzügige Gärten.
Eine etwa parallel zum Ufer des Wannsees verlaufende, aber etwa 25 Meter höher gelegene Straße erschließt die Grundstücke; ihr südliches Ende liegt in unmittelbarer Nähe des 1874 eröffneten Bahnhofs Wannsee; damit hatte die neue Villenkolonie von Beginn an eine schnelle Anbindung an die Stadt Berlin.
Die Straße hieß seit etwa 1896 nach Friedrich Karl von Preußen, dem Gründer dieser Villenkolonie, Friedrich-Karl-Straße; sie erhielt dann 1933 ihren heutigen Namen, der an den ursprünglichen Namen der nördlich des Wannsees in der Havel liegenden Insel erinnert, die seit 1901 Schwanenwerder heißt.
Durch die am 5. November 1937 erlassene Verordnung zur Neugestaltung der Reichshauptstadt Berlin wollte der Generalbauinspektor für die Reichshauptstadt (G.B.I.), Albert Speer, die Grundstücke Am Sandwerder 33–41 (nur ungerade Hausnummern) umwidmen. Ein Internationales Forstinstitut war dort geplant. Der Abriss der Villen für mögliche NS-Neubauten wurde durch den Kriegsverlauf verhindert.
In mehreren der historischen Gebäude befinden sich heute öffentliche Einrichtungen, darunter das Literarische Colloquium (Am Sandwerder 5), die American Academy in Berlin (Am Sandwerder 17/19) und das – gelegentlich kurz als Schullandheim Sandwerder bezeichnete – Schullandheim Blumenfisch  (Am Sandwerder 11/13).

## Anrainer
An der Straße befinden sich mehrere Grundstücke mit denkmalgeschützten Gebäuden und Anlagen. Die Anlage Am Sandwerder 1–41 steht als Villenensemble unter Denkmalschutz, einzelne Denkmäler sind:
- Am Sandwerder 1 – Villa Wild / Haus am Sandwerder,[7] 1875 von Ernst Petzholtz errichtet, außerdem befindet sich hier das Borussia-Monument von Ernst Sputh († 1906), Eduard Lürssen († 1891) und Andreas Lürssen sowie der Firma Paul Wimmel & P. Rasche errichtet
- Am Sandwerder 3 – Villa und Nebengebäude, 1874 von Ernst Petzholtz errichtet, mit einem von Robert Tepez in den 1970er Jahren entworfenen und 2016 vom Architekturbüro David Chipperfield umgebauten ehemaligen Winterlager für Boote der Berliner Wasserrettung[8][9][10] – kein Einzeldenkmal, nur Teil des Ensembles
- Am Sandwerder 5 – Villa, Nebengebäude, Terrasse, Pavillon und Garten der Villa Guthmann, 1885 von Robert Guthmann errichtet
- Am Sandwerder 7 – Villa und Nebengebäude des Hauses Gutschow, 1874 von Ernst Petzholtz errichtet – kein Einzeldenkmal, nur Teil des Ensembles
- Am Sandwerder 9 – Villa, Nebengebäude und Garten der Villa Otzen, 1882 von Ernst Petzholtz und Johannes Otzen errichtet
- Am Sandwerder 11 – Villa und Nebengebäude, 1885 errichtet – kein Einzeldenkmal, nur Teil des Ensembles
- Am Sandwerder 12 – Villa, Pförtnerhaus und Stall der Villa Ebeling, 1891/1892 errichtet
- Am Sandwerder 13/15 – Villa und Nebengebäude, 1889 errichtet
- Am Sandwerder 17/19 – Villa und Nebengebäude, 1886 von Robert Guthmann errichtet, heute Sitz der American Academy in Berlin
- Am Sandwerder 21/23 – Villa, Gästehaus, Gärtnerhaus und Garten des Landsitzes Schwabacher, 1905–1907 von Friedrich Kristeller errichtet und seit 2007 in Besitz von Holger Friedrich und in Nutzung seiner IT-Beraterfirma Core[11][12]
- Am Sandwerder 25 – Villa und Nebengebäude, 1934/1935 von Fritz August Breuhaus de Groot errichtet
- Am Sandwerder 26 – Villa, 1910/1911 von Mahlkow & Burghardt errichtet
- Am Sandwerder 27 – Wohnhaus, Gärtnerhaus, Gewächshaus, Garage, Chauffeurswohnung und Hausgarten, 1934/1935 von Fritz August Breuhaus de Groot errichtet
- Am Sandwerder 28 – Villa, 1909/1910 von Adolph Born errichtet, 1964–1966 umgebaut von Gerd Hänska und Thomas Hänska
- Am Sandwerder 29/31 – Villa Schreiber, 1889 errichtet, vollständiger und aufwändiger Umbau 1923/24 zum Haus am See (Wohnhaus Paul Petschek) durch Architektengruppe Breslauer & Salinger, Gartengestaltung zeitgleich neu von Albert Brodersen; heute Gästehaus der Bundesbank[13][14][15]
- Am Sandwerder 30/32 – zwei Villen, 1897/1898 von Otto Stahn errichtet
- Am Sandwerder 33/35 – Villa, Nebengebäude und Villengarten des Unternehmers Oscar Huldschinsky, ab 1890 durch das Architekturbüro Kayser & von Großheim geplant, der für seine Kinder auf dem Grundstück 1907/08 eine weitere Villa errichten ließ[16]
- Am Sandwerder 37 – Villa Grove des Fabrikanten David Grove, 1892 durch den Architekten Albert Brandt geplant, später erworben durch den Kaufhausmitbesitzer Albert Mendel (1866–1922), neue Innenausstattung 1921/22 durch Architekt Walter Gropius; in den 1920er und frühen 1930er Jahren häufig durch Albert Einstein aufgesucht, der mit Antonie „Toni“ Mendel († 1956) befreundet war[17]
- Am Sandwerder 39 – Wohnhaus des Mediziners, Biochemikers und Pharmazeuten Bruno Mendel, 1928/1929 durch Architekt Heinrich Schweitzer im Stil der Neuen Sachlichkeit geplant, 1934–1953 durch Filmregisseur Arnold Fanck genutzt, ab Anfang der 1960er Jahre bis Mitte der 1990er Jahre Privathospital[18]
- Am Sandwerder 41 – Villa, Terrasse, Nymphäum und Villengarten des Hauses Dr. Spenner, 1922 und 1926 errichtet

Darüber hinaus steht das Bedienstetenhaus auf dem Grundstück Am Sandwerder 46 unter Denkmalschutz.